# 美東町
美東町（日语：／ Mitō chō */?）是位於山口縣中部的町，已於2008年3月21日與美禰市、秋芳町合併為新設置的美禰市。

## 歷史

### 沿革
- 1889年4月1日：實施町村制，現在的轄區在當時分屬：美禰郡大田村、赤鄉村、綾木村、真長田村。
- 1923年8月1日：大田村改制為大田町。
- 1954年10月1日：大田町、赤鄉村、綾木村、真長田村合併為美東町。
- 2008年3月21日：美東町與美禰市、秋芳町合併為新設置的美禰市。[1]

## 觀光景點
- 秋吉台
- 大正洞
- 景清洞
- 湯之口溫泉